# Villiers-le-Duc
Villiers-le-Duc är en kommun i departementet Côte-d'Or i regionen Bourgogne-Franche-Comté i östra Frankrike. Kommunen ligger i kantonen Châtillon-sur-Seine som tillhör arrondissementet Montbard. År 2022 hade Villiers-le-Duc 111 invånare.

## Befolkningsutveckling
Antalet invånare i kommunen Villiers-le-Duc
Referens:INSEE